# 今井壽惠
今井 壽惠（いまい ひさえ、1931年（昭和6年）7月19日 - 2009年（平成21年）2月17日）は、日本の写真家。

## 経歴・人物
- 1931年（昭和6年）7月19日、東京府東京市にて生まれる。父は東京・銀座松屋デパートの写真室を経営していた。[1]
- 1952年（昭和27年）、文化学院美術科卒業。学生時代は油絵を専攻しており画家になるつもりでいたが、父の友人であった写真家の平松太郎に勧められ文化学院卒業と同時にカメラマンの道に進む。[1]
- 1956年（昭和31年）、第1回写真個展「白昼夢」を開く。その後、交通事故に遭い両眼の視力が低下するアクシデントに見舞われる。友人だった寺山修司が競馬場で写真を撮る企画をし、壽惠を競馬場へ同道したのがきっかけで馬に魅せられるようになる。[1]
- 1970年（昭和45年）にイギリスのニューマーケットで出逢った1頭の馬に魅せられ、以後サラブレッドの写真を中心に活動するようになる。ちなみにその馬はニジンスキーであった。その後、亡くなるまで、競走馬や騎手の写真を撮り続けていた。[1]
- 1984年（昭和59年）に株式会社ニューマーケットを設立。競走馬関連の写真集、ポスター、フォトカードの制作などを開始する。[2]
- 2009年（平成21年）2月17日、急性心不全のため自宅にて逝去した。77歳没[3]。
- 2010年（平成22年）1月に2009年度JRA賞馬事文化賞功労賞が贈られる[4]。

## 写真集
- 『通りすぎるとき 馬の世界を詩う』（1977年／駸駸堂出版）
- 『テンポイント』（1978年／駸駸堂出版）
- 『ザ・サラブレッド』（1980年／東出版）
- 『シンボリルドルフ』（1985年／角川書店）
- 『サラブレッド讃歌』写真集出版（1987年／玄光社）
- 『夢を駆ける トウカイテイオー』（1994年／角川書店）
- 『武豊写真集 1000勝』（1995年／角川書店）
- 『CHAMPION Taiki Shuttle』（1999年／ニューマーケット）

## 賞詞
- 日本写真批評家協会新人賞（1959年）
- カメラ芸術・芸術賞（1960年）
- 「Society of publication designers 1971 annual award show」（米国）銀賞（1971年）
- 日本写真協会年度賞（1978年）